# Lev Aleksandrovich Mey
Lev Aleksandrovich Mey (tiếng Nga: Лев Александрович Мей, 13 tháng 2 năm 1822 – 16 tháng 5 năm 1862) là dịch giả, nhà viết kịch, nhà thơ Nga.

## Tiểu sử
Lev Mey sinh ở Moskva trong một gia đình quý tộc gốc Đức đã sa sút. Bố ông là một sĩ quan từng tham gia trận đánh Borodino nổi tiếng, mất khi ông mới 5 tuổi. Học xong trường Lycee, ông làm việc trong tòa thị chính Moskva. Những năm 1848 – 1853 là thành viên tích cực của tạp chí Москвитянин, làm quen với các nhà thơ: Grigoryev, Ostrovsky. Từ năm 1853 chuyển về sống ở Sankt-Peterburg, làm việc ở cơ quan lưu trữ và tập trung cho việc sáng tác. Ông cộng tác với các tạp chí: «Отечественные записки», «Сын отечества», «Светоч», «Время, và các báo: «Русский мир», «Иллюстрация». Từ năm 1862, vợ ông vay tiền của bạn bè mở tạp chí «Модный магазин» được bạn đọc đón chào rất nồng nhiệt.
Thơ của Lev Mey giàu nhạc điệu, nhiều bài thơ của ông lấy đề tài lịch sử và dân gian, chuyển tải một cách trung thành tâm lý và những nhân vật của lịch sử. Ngoài sáng tác thơ, văn, Lev Mey còn dịch nhiều nhà thơ lớn như Anacreon, Lord Byron, Johann Wolfgang von Goethe, Heinrich Heine, Taras Shevchenko, Adam Mickiewicz … ra tiếng Nga. Nhiều bản dịch thơ của ông đến nay vẫn còn giữ nguyên giá trị. Lev Mey mất ở Sankt-Peterburg năm 1862.

## Tác phẩm
- Хозяин, 1849
- Оборотень, 1858
- Песня про княгиню Ульяну Андреевну Вяземскую, 1858
- Песня про боярина Евпатия Коловрата, 1859
- Александр Невский, 1861
- Юдифь, 1855
- Еврейские песни, 1856
- Соборное Воскресенье, 1850
- Медвежья правда, 1850
- Гривенник, 1860
- Чубук, 1860
- Батя, 1861
- Царская невеста (1849)
- Псковитянка (1849-1859)
- Полн. собр. соч., 4 изд., т. 1-2, СПБ, 1911
- Избр. произв. [Вступ. ст. Г. М. Фридлендера], М. - Л., 1962
- Избр. произв. [Вступ. ст. К. К. Бухмейер], Л., 1972

## Một vài bài thơ
| Памяти Гейне Певец! Не долго прожил ты,— И жить не стало силы; Но долго будет рвать цветы Любовь с твоей могилы, И вековечно не замрет Над нею отзвук песни,— Пока господь не воззовет: «Встань, Лазарь, и воскресни!» Хотел бы в единое слово Я слить мою грусть и печаль И бросить то слово на ветер, Чтоб ветер унес его вдаль. И пусть бы то слово печали По ветру к тебе донеслось, И пусть бы всегда и повсюду Оно тебе в сердце лилось! И если б усталые очи Сомкнулись под грезой ночной, О, пусть бы то слово печали Звучало во сне над тобой. Зачем? Зачем ты мне приснилася, Красавица далекая, И вспыхнула, что в полыме, Подушка одинокая? Ох, сгинь ты, полуночница! Глаза твои ленивые, И пепел кос рассыпчатый, И губы горделивые - Всё наяву мне снилося, И всё, что греза вешняя, Умчалося,- и на сердце Легла потьма кромешная.. Зачем же ты приснилася, Красавица далекая, Коль стынет вместе с грезою Подушка одинокая?.. | Tưởng nhớ Heine Hỡi người ca sĩ sống không lâu Vì anh chẳng còn sức nữa Nhưng tình yêu sẽ còn rất lâu Những bông hoa trên mồ anh sẽ nhổ. Và hồi âm bài hát trên mồ anh Sẽ muôn thuở không hề im lặng Một khi Chúa Trời chưa lên tiếng: "Lazarus, ngươi hãy hồi sinh!" Tôi muốn có một lời Hoà vào nỗi buồn tôi Rồi ném vào ngọn gió Bay về nơi xa xôi. Mặc dù lời có buồn Theo gió đến với em Mọi nơi và mọi lúc Rót vào trong lòng em! Nếu mỏi mệt mắt nhìn Khép lại trong bóng đêm Dù cho lời buồn bã Vang trong mộng về em. Tại sao? Hỡi người đẹp xa xăm Sao đi mơ về anh Bừng lên trong tơi xốp Một chiếc gối cô đơn? Gập người trong bóng đêm! Những con mắt lười nhác Bụi tóc tơi và xốp Và bờ môi kiêu hùng. Anh mơ giữa đời thường Giấc mộng của mùa xuân Trong con tim đã mất Đêm địa ngục trùm lên. Hỡi người đẹp xa xăm Sao đi mơ về anh Nếu lạnh cùng giấc mộng Một chiếc gối cô đơn? Bản dịch của Nguyễn Viết Thắng. |